# Joyce Chepchumba
Joyce Chepchumba (Kericho, 6 november 1970) is een Keniaanse langeafstandloopster, die is gespecialiseerd in de marathon.

## Loopbaan
Chepchumba won een aantal grote marathons. Zo won ze Londen en Chicago elk tweemaal en Tokio en New York elk eenmaal. Met haar overwinning in Londen won ze 230.000 dollar. Op de Olympische Spelen van 2000 in Sydney nam ze deel aan de marathon. Met 2:23.14 won ze een bronzen medaille achter de Japanse Naoko Takahashi (goud) en de Roemeense Lidia Şimon (zilver).
In Nederland is Chepchumba geen onbekende. Ze won er een aantal grote wedstrijden, zoals: de 20 van Alphen (viermaal), de Tilburg Ten Miles (1995) en de Parelloop (1995). In ander Europese landen won ze in 1996 bovendien de 20 km van Parijs in 1:07.33 en op 10 oktober 1999 de Great North Run in 1:09.07.

## Persoonlijke records
Baan
| Onderdeel | Prestatie | Datum            | Plaats      |
| --------- | --------- | ---------------- | ----------- |
| 800 m     | 2.11,2    | 1994             |             |
| 1500 m    | 4.36,3    | 1991             |             |
| 3000 m    | 9.23,26   | 1995             |             |
| 5000 m    | 15.26,19  | 1 september 2000 | Berlijn     |
| 10.000 m  | 32.07,50  | 3 juli 1999      | Saint-Denis |

Weg
| Onderdeel      | Prestatie | Datum           | Plaats              |
| -------------- | --------- | --------------- | ------------------- |
| 5 km           | 15.52     | 1994            |                     |
| 8 km           | 25.21     | 22 april 2000   | Balmoral            |
| 5 Eng. mijl    | 25.29     | 22 april 2000   | Balmoral            |
| 10 km          | 32.00     | 4 april 1999    | Paderborn           |
| 15 km          | 49.12     | 1 april 2001    | Berlijn             |
| 10 Eng. mijl   | 54.27     | 1995            |                     |
| 20 km          | 1:05.16   | 12 maart 2000   | Alphen aan den Rijn |
| halve marathon | 1:08.18   | 12 juni 2000    | Malmö               |
| 25 km          | 1:25.14   | 10 oktober 2004 | Chicago             |
| 30 km          | 1:42.36   | 10 oktober 2004 | Chicago             |
| marathon       | 2:23.22   | 18 april 1999   | Londen              |

## Overwinningen
- marathon van Londen 1997, 1999
- marathon van Chicago 1998, 1999
- marathon van Tokio 2000
- New York City Marathon 2002
- halve marathon van Lissabon 2004
- halve marathon van Berlijn 1999, 2000, 2001, 2004
- halve marathon van Göteborg 1997
- Great Scottish Run 1999, 2000, 2001, 2002
- Greifenseelauf 1999, 2002, 2003, 2005
- 20 van Alphen (15 km en 20 km) 1996, 1997, 1999, 2000
- Parelloop 1995
- Tilburg Ten Miles (8 km) 1995
- 20 km van Parijs 1996
- 4 Mijl van Groningen 1996

## Palmares

### 10.000 m
- 1999: 8e Keniaanse kamp. in Nairobi - 33.26,8
- 2003: 6e Keniaanse kamp. in Nairobi - 33.07,6

### 5 km
- 1994:  Corsa Internazional di San Silvestro in Bolzano -
- 1995:  Darmstadter Nike-Frauenlauf - 15.59
- 1995:  Corsa Internacional di San Silvestro in Bolzano - 16.16
- 2001: 5e Flora Light Challenge for Women in Londen - 15.53
- 2002: 5e Flora Light Challenge for Women in Londen - 15.24
- 2004:  Flora Light Challenge in Birmingham - 16.00
- 2005:  Hydro Active Challenge for Women in Liverpool - 16.28

### 10 km
- 1994:  Tilburg - 33.55
- 1994:  Barnsley - 32.26
- 1995:  Parelloop - 32.43
- 1996:  Advil Mini-Marathon in New York - 32.19
- 1996:  Ko-Lauf Dusseldorf in Düsseldorf - 33.13
- 1997:  Ko-Lauf Dusseldorf in Düsseldorf - 32.37
- 1998: 4e Peachtree Road Race in Atlanta - 32.23
- 1999:  Paderborner Osterlauf - 32.00
- 1999:  Women's Brittania in Glasgow - 32.35
- 2000:  Britannic Women's in Glasgow - 32.33
- 2001:  Snickers in Dubai - 33.56
- 2005: 5e Brittanic Asset Management Women's in Glasgow - 32.52,6

### 15 km
- 1993: 4e Zevenheuvelenloop - 50.59
- 1994:  Zevenheuvelenloop - 50.13
- 1995: 4e Conseil General de Seine St Denis in La Courneuve - 50.37
- 1996:  Gasparilla Distance Classic Run in Tampa - 49.23
- 1996:  Twenty of Alphen in Alphen aan den Rijn - 50.09
- 1997:  Gasparilla Distance Classic in Tampa - 49.42
- 1997:  Hans Verkerk in Alphen aan den Rijn - 49.20
- 1998:  Gasparilla Distance Classic in Tampa - 49.55
- 1998: 4e Utica Boilermaker - 50.46

### 10 Eng. mijl
- 1994:  Nacht von Borgholzhausen - 55.25
- 1994:  Dam tot Damloop - 53.55
- 1995:  Die Nacht von Borgholzhausen - 54.45
- 1995: 5e Dam tot Damloop - 54.27
- 1996: 5e Dam tot Damloop - 54.01
- 1997:  First of America Running Festival - 53.31
- 2008:  Internationaler Schortenser Jever Fun Lauf - 55.51

### 20 km
- 1995:  20 km van Parijs - 1:07.34
- 1996:  20 km van Parijs - 1:07.33
- 1999:  20 van Alphen - 1:06.40
- 2000:  20 van Alphen - 1:05.16
- 2003:  20 van Alphen - 1:06.58

### halve marathon
- 1993: 4e Bredase Singelloop - 1:15.17
- 1994: 4e halve marathon van Egmond - 1:15.16
- 1994:  Bredase Singelloop - 1:12.03
- 1994:  halve marathon van Griesheim - 1:11.55
- 1995:  halve marathon van Egmond - 1:12.15
- 1995:  Paderborner Osterlauf - 1:12.40
- 1995:  Bredase Singelloop - 1:12.16
- 1996:  halve marathon van Parijs - 1:10.23
- 1996:  Paderborner Osterlauf - 1:10.22
- 1996:  halve marathon van Altötting - 1:14.24
- 1996:  Bredase Singelloop - 1:10.18
- 1997:  Paderborner Osterlauf - 1:09.42
- 1997:  halve marathon van Göteborg - 1:09.50
- 1997: 4e WK in Košice - 1:09.07
- 1998:  halve marathon van Coamo - 1:16.58
- 1998:  halve marathon van Frankfurt - 1:12.36
- 1998:  halve marathon van Paderborn - 1:10.34
- 1998:  Great Scottish Run - 1:11.52
- 1998:  halve marathon van Altötting - 1:11.03
- 1998: 6e WK in Uster - 1:10.10
- 1999: 5e halve marathon van Egmond - 1:11.48
- 1999:  halve marathon van Berlijn - 1:10.26
- 1999:  Great Scottish Run - 1:09.21
- 1999:  halve marathon van Altötting - 1:09.50
- 1999:  halve marathon van Uster - 1:10.16
- 1999: 4e WK in Palermo - 1:09.29
- 1999:  Great North Run - 1:09.07
- 2000:  halve marathon van Berlijn - 1:08.22
- 2000:  halve marathon van Malmö - 1:08.18
- 2000:  Great Scottish Run - 1:08.52
- 2000:  halve marathon van Altötting - 1:09.13
- 2000:  halve marathon van Lissabon - 1:09.19
- 2000:  halve marathon van Okayama - 1:10.33
- 2001:  halve marathon van Berlijn - 1:09.37
- 2001:  halve marathon van Deutschlandsberg - 1:12.01
- 2001:  Great Scottish Run - 1:09.15
- 2001:  Great North Run - 1:08.45
- 2001:  halve marathon van Uster - 1:12.53
- 2001: 18e WK in Bristol - 1:11.03
- 2002: 5e halve marathon van Lissabon - 1:10.09
- 2002:  Great Scottish Run - 1:10.02,1
- 2002:  halve marathon van Uster - 1:08.39,1
- 2002:  Great North Run - 1:08.34
- 2003:  halve marathon van Lissabon - 1:09.53
- 2003:  halve marathon van Uster - 1:14.17
- 2003:  halve marathon van Lissabon - 1:11.44
- 2004:  halve marathon van Lissabon - 1:08.11
- 2004:  halve marathon van Berlijn - 1:09.49
- 2004:  halve marathon van Bogota - 1:15.07
- 2004:  halve marathon van Uster - 1:10.11
- 2004: 5e halve marathon van Singapore - 1:27.24
- 2005:  halve marathon van Uster - 1:11.45
- 2008:  halve marathon van Klagenfurt - 1:15.05

### 25 km
- 1994: 4e 25 km van Berlijn - 1:27.25
- 1995:  25 km van Berlijn - 1:26.28

### marathon
- 1995: 4e New York City Marathon - 2:33.51
- 1996:  Londen Marathon - 2:30.09
- 1996:  New York City Marathon - 2:29.38
- 1996: DNF OS
- 1997:  Londen Marathon - 2:26.51
- 1997:  marathon van Tokio - 2:28.02
- 1998:  Chicago Marathon - 2:23.57
- 1998:  Londen Marathon - 2:23.22
- 1999:  Chicago Marathon - 2:25.59
- 1999:  Londen Marathon - 2:23.22
- 2000:  Londen Marathon - 2:24.57
- 2000:  OS - 2:24.45
- 2000:  marathon van Tokio - 2:24.02
- 2001:  Londen Marathon - 2:24.12
- 2001: 4e New York City Marathon - 2:25.51
- 2002: 6e Londen Marathon - 2:26.53
- 2002:  New York City Marathon - 2:25.56
- 2003:  Boston Marathon - 2:27.20
- 2003: 7e WK in Parijs - 2:26.33
- 2003: 6e New York City Marathon - 2:26.06
- 2004: 6e Londen Marathon - 2:28.01
- 2004: 4e Chicago Marathon - 2:26.21
- 2004:  marathon van Nairobi - 2:39.27
- 2005: 7e Londen Marathon - 2:27.01
- 2005: 5e marathon van San Diego - 2:32.49

### veldlopen
- 1993:  Warandeloop - 16.51
- 1994:  Sprintcross in Breda - 20.16
- 1994:  Keniaanse kamp. in Nairobi - 20.51
- 1994: 18e WK (lange afstand) - 21.22
- 1995:  Sprintcross in Breda - 20.21